# Dirk de Graeff (1601-1637)
Dirk de Graeff (Amsterdam, 1 februari 1601 - aldaar, 26 april 1637) was een Amsterdamse regent uit de 17e eeuw. Hij stamde uit het geslacht De Graeff.

## Biografie
De Graeff was een zoon van de Amsterdamse regent en burgemeester Jacob Dircksz de Graeff en Aeltje Boelens Loen. Hij groeide op in het huis De Keyser  in de Niezel. In 1626 vergezelde hij zijn broer Cornelis op een reis naar Frankrijk. Hij zou rechten hebben gestudeerd in Leiden en de doctorstitel hebben verkregen. Hij trouwde op 5 februari 1630 met Eva Bicker (1609-1655) dochter van Jacob Jacobsz Bicker de Vrij en Anna Roelofsdr de Vrij. De Graeff was lid van de Amsterdamse vroedschap en vervulde in 1631 een van de commissarissenfuncties. Hij werd in 1632 tot schepen benoemd.
Waarschijnlijk werden De Graeff en zijn echtgenote Eva Bicker geschilderd door Nicolaes Eliasz. Pickenoy. Het betreft twee niet gesigneerde werken, die op basis van de gelijkenis van een geschilderd portret van de Graeff door een onbekende schilder zijn geïdentificeerd. De Graeff komt ook voor als luitenant op een schuttersstuk (Schutters van de compagnie van kapitein Jacob Symonsz de Vries en luitenant Dirck de Graeff) van Thomas de Keyser uit 1633, dat zich in het Amsterdams Historisch Museum bevindt. De Graeff overleed in 1637 in zijn woonplaats Amsterdam. Hij liet geen kinderen na. Hij werd begraven in de Oude Kerk te Amsterdam. Zijn echtgenote huwde later met Frederik Alewijn.

## Familierelaties
Cornelis en Andries de Graeff  waren zijn broers. Agneta de Graeff van Polsbroek, de schoonmoeder van Johan de Witt, was zijn zuster. Pieter Corneliszoon Hooft was zijn oom, Frans Banninck Cocq zijn zwager en de broers Andries, Cornelis en Jan Bicker waren zijn neven.